# Obrubnjaci
Obrubnjaci (Hydrozoa) su razred u koljenu žarnjaka (Cnidaria). Sastoji se od dva priznata podrazreda.
Razvrstavanje ove skupine žarnjaka u pojedine taksone nije nimalo jednostavno. Većina ih prolazi smjenu generacija, ali ne svi. Većina živi u moru, ali jedan rod je vezan za slatku vodu. Neki žive solitarno, a neki u kolonijama. Neke kolonije imaju čvrsti skelet i liče koraljima (Anthozoa), dok druge slobodno plutaju i slične su meduzama, ali su građene od stotina ili tisuća polipa (red Siphonophorae, vidi sliku u okviru). Prema latinskom, polipi (kao bespolna generacija koja je uglavnom sesilna) nazivaju se hidropolipi, a meduze (spolna generacija koja najčešće, ali ne uvijek,  slobodno pluta) hidromeduze. Vrste koje imaju generaciju meduza imaju po rubu klobuka obrub po kojem je čitav razred dobio ime. Ponekad može i izostati jedna generacija.
Oblici koji žive u koloniji pričvršćeni za dno imaju polimorfne polipe. To su polipi specijalizirani za obavljanje različitih funkcija u takvoj zajednici, pa kolonija djeluje kao jedinstveni organizam. Jednako tako, planktonske kolonije također mogu imati polimorfne polipe gdje jedni love plijen, a drugi ga probavljaju. Većina su mesojedi, a plijen im može biti od planktonskih životinjica, pa do velikih riba. No, i među njima, kao i među režnjacima, ima vrsta koje žive u simbiozi s fotosintetizirajućim algama i ovise o energiji koju od njih dobivaju.
Većina vrsta su sasvim neopasne za ljude (hidra, jedrilce (Velella velella)), ali ima vrsta koje mogu biti i smrtonosne (modri loptaš). Razmnožavaju se i spolno i nespolno.

## Podrazredi
1. Hydroidolina Collins, 2000
2. Trachylinae Haeckel, 1879

## Vanjske poveznice
|  | Zajednički poslužitelj ima još gradiva o temi Obrubnjaci |
|  | Wikivrste imaju podatke o taksonu Obrubnjacima           |